# Rapides de Lachine
Les rapides de Lachine sont des rapides du fleuve Saint-Laurent situés entre le lac Saint-Louis et le bassin de La Prairie, au Québec (Canada) au sud de l'île de Montréal. Ils sont un obstacle naturel considérable à la navigation sur le fleuve en interdisant l’accès plus en amont à toute embarcation, grosse ou petite.
Ces rapides déterminent à eux seuls l'importance géostratégique de Montréal, bien avant l'arrivée des premiers explorateurs européens au XVIe siècle. L’eau y est impétueuse, le dénivelé de 13 m en à peine 10 km produit un courant prodigieux et tout l'arsenal de pièges propre aux rapides les plus dangereux s'y trouve. Remonter ce courant à la voile ou à l'aviron était impossible. On pouvait toutefois le descendre à condition d'être un adroit navigateur.

## Description
Les rapides de Lachine doivent leur nom actuel aux militaires et marchands britanniques du XIXe siècle, LaSalle faisant encore partie de la paroisse de Lachine. Ils comptent un certain nombre d'îles et îlots, utilisés par des oiseaux migrateurs. Les eaux descendent de 13 m entre le lac Saint-Louis et le bassin de La Prairie. La partie la plus tumultueuse des rapides se situe entre l'entrée du canal de l'aqueduc et la limite de LaSalle et Verdun.
Dans la zone même des rapides se trouvent les îles des Rapides de Lachine, un ensemble d'îles et d'îlets dont l'île aux Hérons, l'île aux Chèvres, l'île au Diable, Les Sept-Sœurs et l'île Rock. Elles sont observables depuis la jetée de l'ancienne centrale hydro-électrique, dans le parc des Rapides. La rive du parc et les îles constituent aussi un refuge d'oiseaux migrateurs, protégé par une loi fédérale.

## Histoire

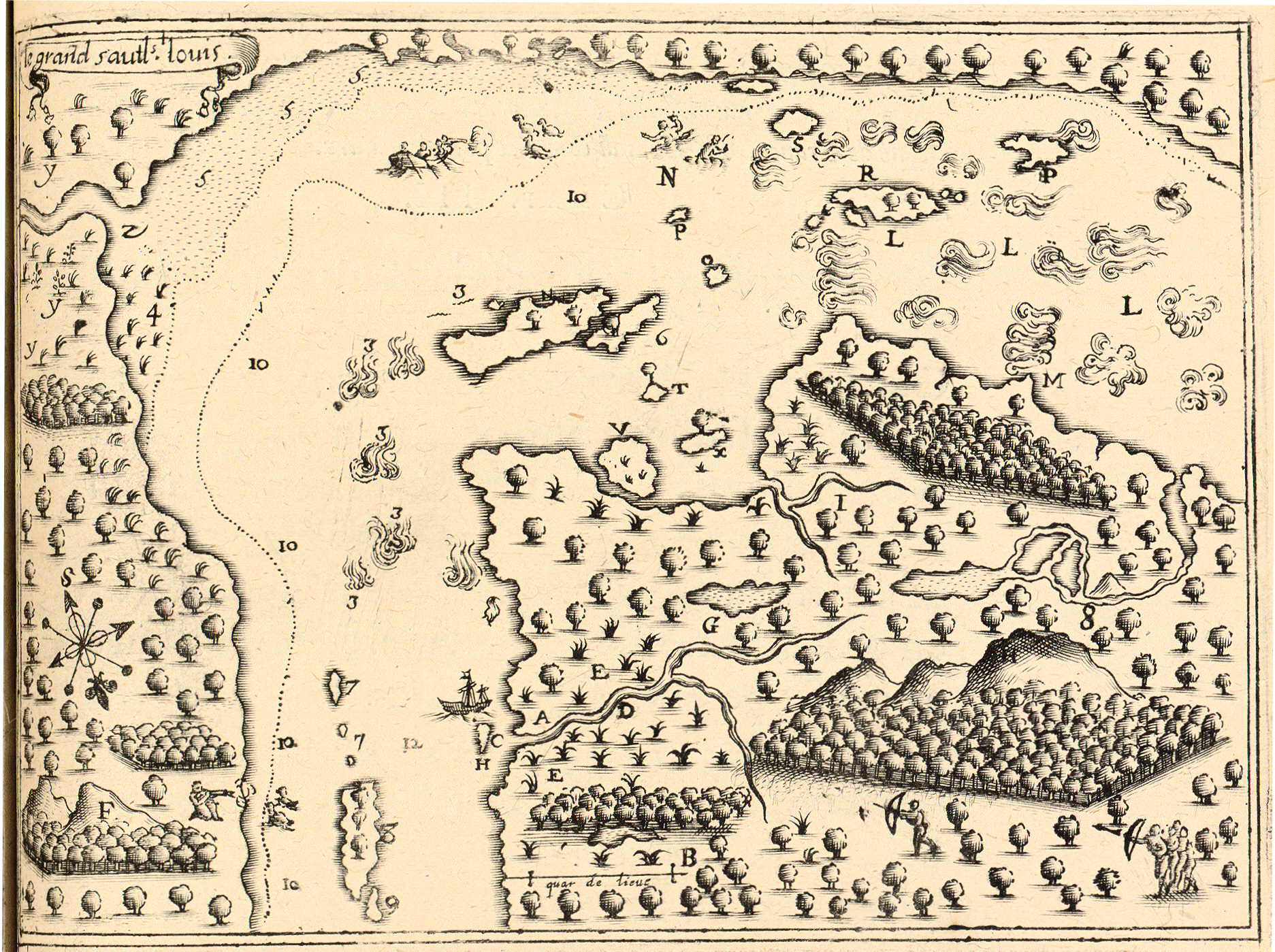
Dessin de Champlain, mai 1611 : Le grand sault St-Louis

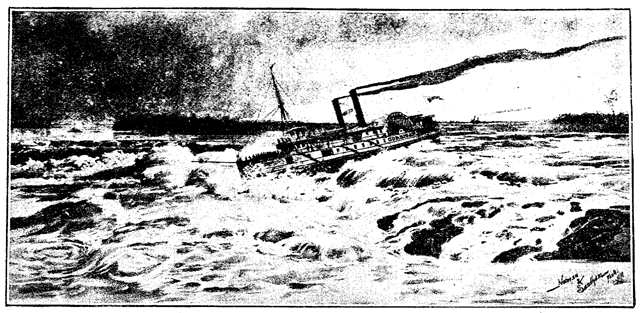
Bateau naviguant dans les rapides de Lachine en 1890.

Samuel de Champlain évoque les rapides dans ses écrits, notamment puisqu'un de ses jeunes explorateurs, nommé Louis, s'y noya. Champlain nomma ces rapides Sault Saint-Louis, sault en ancien français désignant des rapides ou des chutes d'eau. En 1611, il publie Les Voyages du Sieur de Champlain et y insère un plan, intitulé Île de Montréal et fleuve Saint-Laurent, qui fut reproduit en 1930 par le peintre Paul-Émile Borduas. Ce plan est maintenant visible au Grand Chalet du Mont-Royal. 
Ces rapides étaient pour des siècles une barrière au trafic fluvial jusqu'à ce que le canal de Lachine soit creusé au XIXe siècle. Ils obligeaient les voyageurs à les contourner par un portage de plusieurs kilomètres avant que les embarcations puissent être remises à l’eau.  Même après la mise en service du canal, il se révéla tout aussi pratique de transporter par rail les biens jusqu'à Montréal, d'où ils étaient ensuite expédiés du Vieux-Port de Montréal. C'est pour cette raison que la ville abritait longtemps le nœud ferroviaire et la zone portuaire les plus importants du Canada.
Les rapides sont désormais contournés au sud par la voie maritime du Saint-Laurent, plus adaptée aux gros tonnages. Les rapides sont aussi utilisés pour le kayak d'eau vive, le rafting, et les expéditions en motomarine.